# Onychomys
Onychomys — рід гризунів, що мешкають у Північній Америці. Харчуються переважно комахами та іншими членистоногими. Етимологія: дав.-гр. ὄνυξ — «кігті», mȳs — «миша».

## Морфологічна характеристика
Onychomys досягають довжини тіла від 9 до 13 сантиметрів, плюс короткий хвіст довжиною від 3 до 6 сантиметрів. Вага від 30 до 60 грамів сіро-коричневого або рудувато-коричневого кольору знизу. Впадає в око короткий булавоподібний хвіст.

## Поширення
Ці гризуни поширені в південній Канаді, західних регіонах США і північній Мексиці. Середовищем їх проживання є прерії та сухі чагарники.

## Спосіб життя
Onychomys ведуть нічний спосіб життя. Хоча вони можуть добре лазити, вони переважно тримаються на землі. Вони живуть у гніздах, які будують у норах, ущелинах скель чи інших укриттях. Вони територіальні і вкрай агресивно реагують на представників своєї статі. Вони встають на задні лапи і видають високочастотні грізно-попереджувальні крики (зазвичай самці). Більші тварини видають трохи глибші звуки, тому попереджувальні крики також передають інформацію про вік і розмір попереджувальної тварини.
На відміну від більшості інших гризунів, вони м'ясоїдні. Ареал їх здобичі в основному включає комах (переважно коників і жуків) і скорпіонів, а також дрібних хребетних (наприклад, інших гризунів) і навіть багатоніжок. Вони підкрадаються до здобичі, захоплюють її зненацька і вбивають укусом за голову. Особливістю виду Onychomys torridus є його стійкість до токсину аризонського скорпіона (Centruroides vittatus), однієї з його жертв.